# 송금
송금(送金, remittance)은 돈을 보내는 일을 의미하며 여기에는 이주노동자가 본국으로 돈을 보내는 일이 포함된다. 송금은 외국인 근로자, 디아스포라 공동체 구성원 또는 해외에 가족 관계가 있는 시민이 본국 또는 고국의 가계 소득을 위해 비상업적 자금을 이체하는 것이다. 이민자들이 고국으로 보낸 돈은 개발도상국에 유입되는 가장 큰 금융 유입 중 하나로서 국제 원조와 경쟁한다. 근로자 송금은 특히 노동 수출 국가와 관련하여 국제 자본 흐름의 중요한 부분이다.
대규모 디아스포라로 인해 인도는 지속적으로 송금액을 가장 많이 받는 국가로 남아 있다. 2022년 기준 미국 달러의 송금 유입 상위 6개 국가는 인도(1000억 달러), 멕시코(600억 달러), 중국(510억 달러), 필리핀(380억 달러), 이집트(320억 달러)였다. 파키스탄(290억 달러)이다.

## 세계적 범위

### 최고 수령 국가
| 국가       | 2012  | 2013  | 2014  | 2015  | 2016 | 2017 |
| ---------- | ----- | ----- | ----- | ----- | ---- | ---- |
| 인도       | 68.82 | 69.97 | 70.97 | 72.20 | 62.7 | 69   |
| 중국       | 57.99 | 59.49 | 61.49 | 63.90 | 61.0 | 64   |
| 필리핀     | 24.61 | 26.70 | 27.90 | 29.80 | 29.9 | 33   |
| 멕시코     | 23.37 | 23.02 | 24.50 | 25.70 | 28.5 | 31   |
| 나이지리아 | 20.63 | 20.89 | 20.88 | 20.89 | 19.0 | 22   |
| 파키스탄   | 14.01 | 14.63 | 17.80 | 20.10 | 19.8 | 20   |
| 이집트     | 19.24 | 17.83 | 19.83 | 20.40 | 16.6 | 20   |
| 베트남     | 10.00 | 11.00 | 11.80 | 12.30 | 13.4 | 14   |
| 방글라데시 | 14.24 | 13.86 | 15.10 | 15.80 | 13.7 | 13   |
| 네팔       | 5.88  | 6.01  | 5.29  | 5.8   | 6.40 | 6.68 |

### 주요 운용회사
2019년 2/4분기 기준으로 주요 송금 기능 제공자 목록은 다음과 같다:
1. 웨스턴유니언
2. 트랜스퍼와이즈
3. Finablr
4. 리아 머니 트랜스퍼
5. 머니그램
6. Xoom
7. Remitly
8. WorldRemit
9. 스몰 월드
10. 아지모(Azimo)
11. 핀코드(FinCode)